# Conesville (Ohio)
Conesville és una població dels Estats Units a l'estat d'Ohio. Segons el cens del 2000 tenia 364 habitants.

## Demografia
Segons el cens del 2000, Conesville tenia 364 habitants, 144 habitatges, i 105 famílies. La densitat de població era de 936,9 habitants per km².
Dels 144 habitatges en un 32,6% hi vivien nens de menys de 18 anys, en un 57,6% hi vivien parelles casades, en un 13,2% dones solteres, i en un 26,4% no eren unitats familiars. En el 24,3% dels habitatges hi vivien persones soles el 12,5% de les quals corresponia a persones de 65 anys o més que vivien soles. El nombre mitjà de persones vivint en cada habitatge era de 2,53 i el nombre mitjà de persones que vivien en cada família era de 2,95.
Per edats la població es repartia de la següent manera: un 25,8% tenia menys de 18 anys, un 9,9% entre 18 i 24, un 26,6% entre 25 i 44, un 25% de 45 a 60 i un 12,6% 65 anys o més.
L'edat mediana era de 35 anys. Per cada 100 dones de 18 o més anys hi havia 92,9 homes.
La renda mediana per habitatge era de 35.139 $ i la renda mediana per família de 46.563 $. Els homes tenien una renda mediana de 29.444 $ mentre que les dones 22.750 $. La renda per capita de la població era de 18.015 $. Aproximadament el 6,7% de les famílies i el 10% de la població estaven per davall del llindar de pobresa.

## Poblacions més properes
El següent diagrama mostra les poblacions més properes.